# Александру-чел-Бун (комуна)
Александру-чел-Бун (рум. Alexandru cel Bun) — комуна у повіті Нямц в Румунії. До складу комуни входять такі села (дані про населення за 2002 рік):
- Агирча (305 осіб)
- Бісерікань (104 особи)
- Бістріца (1914 осіб)
- Вадурі (881 особа)
- Ведуреле (1131 особа)
- Віїшоара (528 осіб) — адміністративний центр комуни
- Скерічика (192 особи)

Комуна розташована на відстані 278 км на північ від Бухареста, 7 км на захід від П'ятра-Нямца, 102 км на захід від Ясс.

## Населення
У 2009 року у комуні проживали 5558 осіб.